# 長谷さおり
長谷 さおり（はせ さおり）は、フリーアナウンサー、ラジオパーソナリティ&リポーター、MC、野菜ソムリエ。

## 来歴
2007年7月に日本野菜ソムリエ協会認定の野菜ソムリエを取得。
野菜ソムリエの野菜教室や「読売日本テレビ文化センター」などで講師活動などをしていたが、FM西東京との出会いをきっかけに、フリーアナウンサーに。

## 人物・エピソード
- 酒好きが高じて、人生初めてのフルマラソンの挑戦がフランスのメドックマラソンで、全てのシャトーのワインを味わい見事完走を果たした。
- 2013年秋「月刊ラジオ番組表」好きなDJランキング コミュニティFM部門第2位となっている。
- 趣味はワイン、ビール、ヨガ、バレエ。

## 活動

### ラジオ
84.2MHz エフエム西東京
- 毎週水曜日 11:00～12:45「Pop’nタワー♪」
- 毎週金曜日 17:00～19:00「You Gotチャンネルα Friday」パーソナリティ
- 毎週金曜日 22:30～23:00「東京まちづくりマガジンRadio東西見聞録」アシスタント
- 毎月第１土曜日10:00～10:30「Art Radio~西東京市文化芸術振興会より～」アシスタント
- 毎週木曜日 23:30～24:00 「QRL」（無線嫌いの登美子役として出演。登美子はさおりの妹という設定。）

77.7MHz エフエム茶笛
- 毎週月曜日 17:00～19:00「チャッピーアフター5」パーソナリティ
- 毎週土曜日 15:00～16:00「イオンスタイル入間 サタデーサテライト」パーソナリティ

### ケーブルテレビ
ICNTV（千葉県市原市エリア）
- 「あいチャンネルトピックス」パットDEゲット！いちはら店まSHOWを担当。

### その他出演歴
- コミュニティFM関東甲信越15局の共同制作「今日は何の日」
- TV 2013年12月BS Twellv 大槻ケンヂの日本のほほん化計画 ひばりが丘の案内人
- ケーブルテレビ J:COM 西東京 イマどこイレブン

### MC活動
- 各種 式典やフェス 盆踊りや祭りなどオールマイティに担当
- ビッグバンドや吹奏楽団コンサートでのMC多数
- ゴダイゴ　ギタリスト浅野孝已音楽ライブMC
- 2013年11月 Jun Sky Walker(S) 宮田和弥 トークショーMC
- トーシンパートナーズチームケンズトライアスロンMC
- 野菜ソムリエとして食のイベントMCや講師活動